# Kern (hudební skupina)
Kern je česká rocková skupina z Brna existující od roku 1981.

## Historie
Skupina vznikala od roku 1978, členové se ovšem neustále měnili a název ještě nebyl jasný. Skupina se ustálila v roce 1981  v sestavě Jaroslav Kronek, Slávek Karásek, Tony Vodička, Libor Machata, Karel Vodička. V roce 1985 odešel Karásek na vojnu, vystřídal jej Miloš Morávek ze skupin Futurum či předtím Progres 2, skupina se profesionalizovala, postoupila do finále Vokalízy a umístila se na 86. místě v anketě Zlatý slavík.
V roce 1987 vyšel debutový singl Blízko nás / Oči (Supraphon), Kern dostal cenu Zlatý trinagl za píseň Blízko nás. Na 41. místě pak byli ve Zlatém slavíkovi. Téhož roku se vrátil Karásek a Morávek skupinu opustil. Dalšími úspěchy byly 9. místo v anketě Duhová deska (1988), 39. místo ve Zlatém slavíku (1988). Vyšel singl Není větší síly / Sprinter (Supraphon) a skladba Zídka na třetím albu soutěže Větrník.
Skupina pokračovala dál – 7. místo ve Zlatém slavíkovi v roce 1989. Vyšel hit Exploze / V sobotu ne (Supraphon) a skupina vyrazila na turné po Francii (1990). Kern získale Zlatý triangl, v anketě Hit roku byla kapela devátá.
Roku 1990 vyšlo debutové album …od narození (Supraphon). Deska získala 8. místo v televizní hitparádě, 11. místo ve Zlatém slavíkovi. Téhož roku přišel kytarista Mirek Horňák ze skupiny Titanic a vystřídal Tonyho Vodičku se Slávkem Karáskem.
V roce 1991 skupina skončila na celkovém 3. místě v anketě Zlatý slavík a také vydala českou a anglickou verzi alba Lovci žen, respektive Women Hunters, též navázala spolupráci s Pivovarem Černá Hora. Roku 1992 přešla pod firmu Tommü Records a následujícího roku vydala album Ztráty a nářezy.
Roku 1994 založila vlastní vydavatelství – Kern Sound Spouter, v němž vydala album Totální tunel, následně vyšla akustická deska Mistr čas. V roce 1996 odešel bubeník Karel Vodička a vystřídal jej Vít Franěk. V roce 2001 skupina vydala album Síla zvyku, po turné si pak dala neohraničenou přestávku. V roce 2002 se začala vracet na scénu, chystala totiž Kern Remember Tour 2003, kde se skupina setkala v obnovené sestavě z roku 1981. V roce 2004 vydala první živé album Kdo s koho. 18. 1. 2008 proběhl poslední koncert skupiny Kern v reunionové sestavě, skupina následně vyhlásila přestávku, a v některých případech i úplný odchod kapely – odešel frontmen Jaroslav Albert Kronek (jeho pozornost se upnula na jeho kapelu Alband) a basista Libor Machata; oba byli členy skupiny po celou dobu její existence.
V květnu 2011 trio Karásek, Tony Vodička a Karel Vodička ohlásilo návrat, doplnily je pak dvě nové tváře – Pavel Vacek (zpěv), Roman Kupčík (baskytara).
V roce 2015 Vacka vystřídal za mikrofonem Michal Konečný. V této sestavě následujího roku skupina nahrála a vydala album Hrnu to k tobě, první album Kern po 15 letech. Z kraje roku 2017 odešel Tony Vodička, na jeho místo nastoupil Robi Křupka ze skupiny Pavitram.
Rok 2018 byl rokem změn, skupina ke 40 letům na scéně vydale kompilační album Quadraginta, čímž vzdala hold svým fanouškům i všem muzikantům, kteří skupinou prošli. Z pracovních důvodů ale ze skupiny odešel Roman Kupčík a vystřídala jej basistka Iva Pospíšilová (Gong, Grýn). V závěru roku pak ze skupiny odešel i Karel Vodička a na jeho místo nastoupil Stanislav Fric (ex-Titanic).

## Členové

### Současní
- Michal Konečný – zpěv (od 2015)
- Slávek Karásek – kytara (1981–1985, 1987–1990, 2002–2008, 2011–dodnes)
- Robi Křupka – kytara (od 2017)
- Iva Pospíšilová – baskytara, doprovodný zpěv (od 2018)
- Stanislav Fric – bicí (od 2018)

### Bývalí
- Jiří Obzina – bicí
- Bohumil Šmíd – zpěv
- Petr Celý – kytara
- František „Goliš“ Drápal – basová kytara
- Petr Kurfürst – zpěv
- Dalibor Dunovský – basová kytara
- František Šír – klávesy
- Miloš Morávek – kytara (1986–1987)
- Mirek Horňák – kytara, zpěv, doprovodný zpěv (1990–2002)
- Michal Kugler – kytara (1996–2002)
- Vít Franěk – bicí (1996–2002)
- Jaroslav Albert Kronek – zpěv, akustická kytara (1981–2002, 2002–-2008)
- Libor Machata – baskytara, klávesy, doprovodný zpěv (1981–2002, 2002–2008)
- Pavel Vacek – zpěv (2011–2015)
- Tony Vodička – kytara (1981–1990, 2002–2008, 2011–2017)
- Roman Kupčík – baskytara (2011–2018)
- Karel Vodička – bicí, doprovodný zpěv (1981–1996, 2002–2008, 2011–2018)

## Diskografie

### Studiová alba
- ...od narození (1990)
- Lovci Žen / Women Hunters (1991)
- Ztráty a nářezy (1993)
- Totální tunel (1994)
- Mistr čas (1995)
- Síla zvyku (2001)
- Hrnu to k tobě (2016)
- The Age of Children (2018) nahr.1989 (anglická verze prvního alba)

### Živá alba
- Kdo s koho (2004)

### Kompilace
- Quadraginta (2018)